# Lancaster Valley AVA
Lancaster Valley AVA (anerkannt seit dem 11. Juni 1984) ist ein Weinbaugebiet im US-Bundesstaat Pennsylvania.  Das Gebiet erstreckt sich auf die Verwaltungsgebiete von Lancaster County und Chester County im Südosten des Bundesstaates und konzentrieren sich auf ein Gebiet rund um Lancaster. Die Definition der Herkunftsbezeichnung umschreibt ein Gebiet mit einer Länge von 48 km und einer maximalen Breite von 19 km. Das Lancaster Valley gehört zu den fruchtbarsten Gegenden Pennsylvanias und ist daher ausgesprochen ländlich geprägt.
Das insgesamt kühle Weinbauklima wirkt sich in der Wahl der Rebsorten aus. Neben sehr winterharten und frühreifenden französischen Hybridreben oder lokalen Neuzüchtungen fällt die Wahl vermehrt auf frühreifende europäische Edelreben, ⁣⁣um die Qualität der Weine zu verbessern.